# Petalophyllum preissii
Petalophyllum preissii är en bladmossart som beskrevs av Johann Georg Christian Lehmann. Petalophyllum preissii ingår i släktet Petalophyllum och familjen Petalophyllaceae. Inga underarter finns listade i Catalogue of Life.